# Гоупвелл Тауншип (округ Камберленд, Нью-Джерсі)
Гоупвелл Тауншип (англ. Hopewell Township) — селище (англ. township) в США, в окрузі Камберленд штату Нью-Джерсі. Населення — 4391 особа (2020).

## Демографія
Згідно з переписом 2010 року, у селищі мешкала 4571 особа в 1662 домогосподарствах у складі 1200 родин. Було 1741 помешкання
Расовий склад населення:
| - 84,4 % — білих - 6,6 % — чорних або афроамериканців - 2,2 % — корінних американців - 0,6 % — азіатів - 3,2 % — осіб інших рас |

До двох чи більше рас належало 3,1 %. Частка іспаномовних становила 7,3 % від усіх жителів.
За віковим діапазоном населення розподілялося таким чином: 20,7 % — особи молодші 18 років, 58,6 % — особи у віці 18—64 років, 20,7 % — особи у віці 65 років та старші. Медіана віку мешканця становила 44,5 року. На 100 осіб жіночої статі у селищі припадало 91,9 чоловіків;  на 100 жінок у віці від 18 років та старших — 88,6 чоловіків також старших 18 років.
Середній дохід на одне домашнє господарство  становив 85 790 доларів США (медіана — 66 326), а середній дохід на одну сім'ю — 97 132 долари (медіана — 79 674). Медіана доходів становила 53 883 долари для чоловіків та 45 060 доларів для жінок. За межею бідності перебувало 7,6 % осіб, у тому числі 8,6 % дітей у віці до 18 років та 3,0 % осіб у віці 65 років та старших.
Цивільне працевлаштоване населення становило 2179 осіб. Основні галузі зайнятості: освіта, охорона здоров'я та соціальна допомога — 29,8 %, роздрібна торгівля — 11,0 %, публічна адміністрація — 9,3 %, науковці, спеціалісти, менеджери — 8,8 %.